# Гиренко, Николай Михайлович
Никола́й Миха́йлович Гире́нко (31 октября 1940, Ленинград — 19 июня 2004, Санкт-Петербург) — российский учёный, этнограф-африканист, лингвист, антифашист, правозащитник, убитый российскими неонацистами.

## Биография
Николай Гиренко родился 31 октября 1940 года в Ленинграде. Окончил Восточный факультет ЛГУ ([1967). Кандидат исторических наук (1975). В 1967—1970 был военным переводчиком на острове Занзибар (Танзания). В совершенстве владел языком суахили.
С 1970 года работал в Ленинградском отделении Института этнографии и антропологии им. Н. Н. Миклухо-Маклая (ныне Музей антропологии и этнографии им. Петра Великого — Кунсткамера) АН СССР; в 1986—1990 и с 1993 — заведующий сектором Африки; в 1990—1992 — и. о., в 1992—1993 — зам. директора по музейной работе. Доцент ЛГУ. Специалист в области этнологии. Внёс значительный вклад в изучение традиционных форм социальной организации народов Африки южнее Сахары. С 1988 занимался практической этнополитологией, научный эксперт в области межнациональных, межконфессиональных, межрасовых отношений. Автор методики расследования преступлений, совершаемых на почве национальной или расовой вражды или ненависти.
Депутат первого демократического Ленсовета — Петросовета (1990—1993; избран при поддержке Ленинградского народного фронта).
Убит 19 июня 2004 года группировкой БТО, похоронен на Серафимовском кладбище Санкт-Петербурга.

## Правозащитная деятельность
Гиренко — один из создателей Санкт-Петербургского союза учёных; возглавлял группу по защите прав национальных меньшинств, руководил научными и образовательными программами по воспитанию толерантности и противодействию шовинизму. В 1991 году он был одним из организаторов первой в России Европейской конференции за права национальных меньшинств.
Гиренко был главным организатором и идеологом работы по правовому противодействию национал-экстремизму в Санкт-Петербурге. Николай Гиренко участвовал в международных правозащитных конгрессах, чем вызывал особое раздражение у национал-экстремистов, сообщавших об этом на страницах националистической прессы.
Стал разработчиком первого методического пособия для прокуратуры по работе со статьёй 282 УК РФ («Возбуждение ненависти либо вражды, а равно унижение человеческого достоинства»). В результате его работы данная статья получила практическое применение, а до этого почти не использовалась правоохранительными органами.
Был экспертом в российских судах по ряду дел, связанных с разжиганием национальной розни и насилием на почве расовой ненависти, провёл несколько десятков официальных экспертиз.
- 1993 год — обвинительная экспертиза интервью председателя «Русской партии» Николая Бондарика в газете «Русская речь» по статье 282 УК РФ. По этой статье Бондарик был оправдан, но осуждён за соучастие в убийстве[3].
- 1993 год — обвинительная экспертиза публикации «Раздавить чёрную гадину!» в газете «Наше время» Национально-республиканской партии России (НРПР). Редакции вынесено предупреждение.
- 1994 год — обвинительная экспертиза статьи Виктора Безверхого «История религии» в журнале «Волхв». Безверхий осужден и амнистирован в связи с 50-летием победы в Великой Отечественной войне.
- 1995—1996 годы — обвинительная экспертиза по уголовному делу в отношении лидера НРПР Юрия Беляева, который привлекался за разжигание национальной розни и организацию массовых беспорядков. Беляев получил год лишения свободы условно.
- 1997 год — обвинительная экспертиза публикаций в русской газете «Наше Отечество» материалов отставного полковника Евгения Щекатихина. Уголовное дело прекращено в связи с амнистией в честь 50-летия Победы.
- 1998 год — обвинительная экспертиза ещё одной публикации в той же газете. Прокуратура вынесла редактору Е. Щекатихину предупреждение.
- 2002 год — обвинительная экспертиза публикации в газете «Мы — русские». Газете вынесено предупреждение.
- 2002 год — обвинительная экспертиза по делу об убийстве азербайджанца Мамеда Мамедова. Суд признал обвиняемого Лыкина виновным в возбуждении национальной вражды, освободив его от отбывания наказания в связи с истечением сроков давности.
- 2002—2004 годы — обвинительная экспертиза публикаций в новгородской газете «Русское вече». 20 февраля редактор П. Иванов осуждён по статье 282 ч. 1 УК РФ (разжигание национальной розни). Наказание — запрет заниматься издательской деятельностью в течение трёх лет.

В 2004 году Гиренко также занимался подготовкой дела для процесса над РНЕ и одной из крайне радикальных группировок Санкт-Петербурга «Шульц-88».

## Убийство
Н. М. Гиренко был убит 19 июня 2004 года в собственной квартире в Санкт-Петербурге после дачи показаний в деле о РНЕ, по мнению следствия, группировкой Боровикова — Воеводина.
Утром двое подростков позвонили в дверь его квартиры в доме № 11-13 по улице Подковырова. Когда Гиренко подошёл к двери, раздался выстрел. Пуля прошла сквозь дверь и попала в Гиренко. Ранение оказалось смертельным, и Николай Гиренко умер ещё до приезда врачей. Стрелявшие скрылись с места происшествия. По мнению следствия, преступление было заранее спланированным.
На сайте неонацистов «Русская республика» за неделю до смерти Гиренко 12 июня 2004 года был опубликован «смертный приговор», но прокуратура не приняла мер против авторов сайта. Однако, по другим данным, приговор Гиренко появился через несколько дней после убийства. Автор сайта Александр Втулкин был арестован после того, как на сайте 30 июля 2004 года был опубликован «смертный приговор» тогдашнему губернатору Санкт-Петербурга Валентине Матвиенко.
По состоянию на конец июня 2005 года следствие не располагало новыми данными по делу, не было даже подозреваемых.
Впоследствии в связи с убийством Гиренко был задержан ряд подозреваемых. Орудием убийства, по данным следствия, стал приобретённый преступниками с рук обрез немецкой винтовки «Маузер». По мнению следствия, к убийству Гиренко была причастна так называемая «Боевая Террористическая Организация». Членам этой группировки вменялось в вину шесть убийств и ряд других преступлений. Один из предполагаемых руководителей группы Алексей Воеводин был задержан в декабре 2004 года по подозрению в совершении других преступлений, а другой, Дмитрий Боровиков, был застрелен милицией 18 мая 2006 года при задержании по подозрению в ещё одном убийстве.
По мнению следствия, мотивом убийства Гиренко стала ненависть в связи активным участием Гиренко в проведении экспертиз в рамках уголовных дел в отношении национал-экстремистских группировок. Первая попытка убить Гиренко была предпринята 17 июня, однако покушавшихся кто-то спугнул, а 19 июня им уже никто не помешал.
Предварительные судебные слушания состоялись 22 декабря 2008 года, а 27 февраля 2009 года к рассмотрению дела приступила коллегия присяжных.
В ходе судебного разбирательства коллегия присяжных заседателей Санкт-Петербургского городского суда признала членов банды Боровикова — Воеводина виновными в том числе и в убийстве Гиренко. Приговором Санкт-Петербургского городского суда от 14 июня 2011 года главарь банды Воеводин и другой участник группировки Артём Прохоренко были приговорены к пожизненному лишению свободы. Другие члены банды были приговорены к различным срокам лишения свободы.
Убийство Гиренко вызвало большой резонанс как в России, так и за рубежом. В частности, по этому поводу было принято специальное заявление организации «Международная амнистия».

## Память
С 2004 года в Санкт-Петербурге проходил ежегодный «Марш против ненависти», посвящённый памяти Николая Гиренко и приуроченный ко дню его рождения 31 октября.
Общественная кампания «Я не хочу ненавидеть!» была направлена на преодоление расизма, национальной дискриминации и ксенофобии. Материалы собирали 70 неправительственных организаций и 47 редакций средств массовой информации России.
Валерий Александрович Тишков, директор Института этнологии и антропологии РАН, так опишет случившееся:
Когда услышал по «Эхо Москвы» первое сообщение об убийстве Николая Гиренко, то не мог поверить, что это произошло с моим близким коллегой, которого вечером 10 июня провожал на Ленинском проспекте в Москве до станции метро. Вместе со своими петербургскими коллегами Николай приезжал на один день, чтобы участвовать в заседании методологического семинара Института этнологии и антропологии РАН. Он выступил кратко, но глубоко и точно. В этом был весь Коля Гиренко — страстный и упорный в своих взглядах и действиях. Тексты его заключений к судебным процессам следовало бы издать отдельной брошюрой. Это будет большое подспорье для судебных органов, где пока нет достаточного понимания важности противодействия ксенофобии и экстремизму и где недостает знаний и специальной подготовки среди работников судов и прокуратур, а значительная часть последних сама подвержена бытовому национализму и расизму.
Николай Гиренко — вторая после убийства Галины Старовойтовой жертва ненависти и нетерпимости, которую понесли российские этнографы.
Я призываю своих коллег активнее участвовать в подготовке экспертных заключений по судебным делам против разжигания межнациональной вражды и экстремизма.

В этом состоит профессиональный долг представителей нашей профессии, и это будет лучшим выражением нашей скорби и решимости.
27 ноября 2007 года постановлением Центральной избирательной комиссии Российской Федерации № 65/558-5 учреждена Памятная медаль имени Н. М. Гиренко.

## Награды и премии
- Премия «Человек года» в номинации «Правозащитная деятельность» (2004 год, посмертно) — за противодействие экстремизму и ксенофобии[23].

## Научные труды
- «Социология племени», изд. Музей антропологии и этнографии, Санкт-Петербург, 2005
- «Этнос, культура, закон», изд. Музей антропологии и этнографии и «Гражданский контроль», Санкт-Петербург, 2005